# Avventure di un uomo invisibile
Avventure di un uomo invisibile (Memoirs of an Invisible Man) è un film del 1992, diretto da John Carpenter.
Molte delle scene del film si svolgono a San Francisco. Il film è basato sul romanzo di H.F. Saint avente nome simile: Ricordi di un uomo invisibile (in inglese i nomi coincidono). La pellicola presenta un cast composto da Chevy Chase, Daryl Hannah e Sam Neill.

## Trama
Nick Halloway, agente di cambio a San Francisco, arrivista, edonista, mediocre, diventa invisibile perché investito durante un incidente da una tempesta molecolarnucleare. Diviene pertanto oggetto d'una caccia spietata da parte di Jenkins, funzionario dei servizi segreti che vuole impadronirsi di lui per servirsene come spia e per accrescere il proprio potere. Halloway, servendosi della sua nuova condizione, riesce più volte ad evitare la cattura nel centro della metropoli californiana, e decide in seguito di rifugiarsi nella villa di un amico al mare.
Nei medesimi giorni il proprietario della casa arriva con un gruppo di amici per trascorrere un piacevole fine settimana. Tra loro c'è Alice Monroe, una donna che aveva flirtato con Halloway prima dell'incidente. Il protagonista riesce a svelarle il proprio segreto; tra i due si instaura una relazione amorosa finché gli uomini di Jenkins, dopo aver individuato il nascondiglio di Nick, tentano nuovamente di catturarlo e prendono in ostaggio la giovane. Tornato a San Francisco, Halloway riesce a liberarla e, braccato da Jenkins sul tetto di un grattacielo, simula la sua caduta nel vuoto facendo precipitare l'avversario, la cui morte viene insabbiata e catalogata come suicidio.
Nick e Alice, ormai al sicuro, si trasferiscono in Svizzera, dove possono cominciare la loro curiosa vita di coppia.

## Accoglienza

### Incassi
La pellicola ha esordito al secondo posto del botteghino nordamericano incassando circa 4.5 milioni di dollari nel primo weekend; in totale ha incassato nei soli Stati Uniti 14358033 $, tuttavia contro un budget stimato tra i 30 e i 40 milioni di dollari.